# Wild & Free
"Wild & Free" là đĩa đơn thứ 9 của nữ ca sĩ người Đức Lena Meyer-Landrut. Ca khúc do Lena, Sarah Connor, Tim Myers và đội sản xuất Beatgees đồng sáng tác, và được sản xuất bởi Myers dưới dạng nhạc phim của Fack ju Göhte 2 (2015). Ca khúc được phát hành vào ngày 11 tháng 9 năm 2015 dưới định dạng kĩ thuật số.

## MV
MV của "Wild & Free" được phát hành lần đầu tiên trên YouTube vào ngày 11 tháng 9 năm 2015 với thời lượng là 3:14.

## Tracklist
| Đĩa đơn kĩ thuật số | Đĩa đơn kĩ thuật số  | Đĩa đơn kĩ thuật số |
| STT                 | Nhan đề              | Thời lượng          |
| ------------------- | -------------------- | ------------------- |
| 1.                  | "Wild & Free"        | 3:14                |
| 2.                  | "All Kinds Of Crazy" | 3:40                |

## Bảng xếp hạng
| Bảng xếp hạng (2015–16)       | Vị trí cao nhất |
| ----------------------------- | --------------- |
| Áo (Ö3 Austria Top 40)        | 21              |
| Đức (GfK)                     | 8               |
| Thụy Sĩ (Schweizer Hitparade) | 37              |

### Bảng xếp hạng cuối năm
| Bảng xếp hạng (2015)         | Vị trí cao nhất |
| ---------------------------- | --------------- |
| Đức (Official German Charts) | 71              |

## Chứng nhận
| Quốc gia   | Chứng nhận | Số đơn vị/doanh số chứng nhận |
| ---------- | ---------- | ----------------------------- |
| Đức (BVMI) | Gold       | 200,000‡                      |

## Phát hành
| Quốc gia | Ngày                | Định dạng   | Hãng đĩa       |
| -------- | ------------------- | ----------- | -------------- |
| Đức      | 11 tháng 9 năm 2015 | Kĩ thuật số | Polydor Island |